# Berliner Republik (Zeitschrift)
Die Berliner Republik war ein SPD-nahes politisches Zwei-Monats-Magazin, das im Jahr 1999 gegründet wurde. Es erschien in der Berliner vorwärts Verlagsgesellschaft, dem Verlag des SPD-Parteiorgans Vorwärts, der eine vollständige Tochter der SPD-Medienholding ddvg ist. Herausgegeben wurde die Zeitschrift von den im Verein Berliner Republik e. V. zusammengeschlossenen aktiven und ehemaligen sozialdemokratischen Bundestagsabgeordneten. Diese Abgeordneten bilden innerhalb der SPD-Bundestagsfraktion das als reformistisch geltende Netzwerk Berlin.
Laut Selbstdarstellung war die Berliner Republik eine Plattform für die wichtigen gesellschaftspolitischen Debatten des 21. Jahrhunderts, die progressiv und undogmatisch geführt werden. Die Autoren kamen aus Wissenschaft und Medien, Wirtschaft, Politik und Gesellschaft. Viele der Autoren stammen aus dem Umfeld der Sozialdemokratie, aber es haben in dem Debattenmagazin auch regelmäßig Menschen, die anderen Parteien zugehören oder die parteipolitisch neutral sind, geschrieben. Häufig kamen internationale Autoren zu Wort.
Ursprünglich wurde die Zeitschrift von zwölf Abgeordneten herausgegeben, inzwischen war dieser Kreis auf etwa 50 Personen angewachsen, zu denen Matthias Platzeck, Peer Steinbrück und Frank-Walter Steinmeier gehörten. Anfangs war der Abgeordnete und gelernte Journalist Hans-Peter Bartels für die Schriftleitung verantwortlich. Von 2001 bis 2017 hat der ehemalige Zeit-Redakteur Tobias Dürr diese Aufgabe als Chefredakteur übernommen. Er wurde dabei vom leitenden Redakteur Michael Miebach, der Redaktion und einem 15-köpfigen Redaktionsbeirat unter der Leitung von Kai Mühlstädt unterstützt.
Regelmäßig organisierte die Berliner Republik Veranstaltungen. Viermal jährlich wurde zu Innovationsdialogen über aktuelle Fortschrittsthemen eingeladen. Hinzu kamen unter anderem das Sommerfest und die Kurzfilmnacht in der Weihnachtszeit, die exklusiv für Abonnenten der Berliner Republik veranstaltet wurde.
Die Auflage der Zeitschrift lag bei 10.000 Exemplaren. Die Frankfurter Allgemeine Zeitung nannte sie „eine wegen ihrer Themenvielfalt, Autoren und Unabhängigkeit angesehene Schrift“.
Am 19. Dezember 2017 teilte die Redaktion auf ihrer Facebook-Seite mit, dass die Zeitung vorerst eingestellt wird. „Die Herausgeberinnen und Herausgeber sehen sich finanziell nicht mehr in der Lage, das weitere Erscheinen zu gewährleisten“, so Chefredakteur Dürr und der leitende Redakteur Miebach.